# Xã Sidney, Quận Champaign, Illinois
Xã Sidney (tiếng Anh: Sidney Township) là một xã thuộc quận Champaign, tiểu bang Illinois, Hoa Kỳ. Năm 2010, dân số của xã này là 1.733 người.